# Stenophylax wageneri
Stenophylax wageneri är en nattsländeart som först beskrevs av Malicky 1971.  Stenophylax wageneri ingår i släktet Stenophylax och familjen husmasknattsländor. Inga underarter finns listade i Catalogue of Life.